# Taparella minima
Taparella minima är en insektsart som beskrevs av Medler 1989. Taparella minima ingår i släktet Taparella och familjen Flatidae. Inga underarter finns listade i Catalogue of Life.